# احمد آلتان
احمد خسرو آلتان (متولد ۱۹۵۰ مارس ۲) روزنامه‌نگار و نویسنده ترک است. وی که بیش از بیست سال است به عنوان یک روزنامه‌نگار کرده‌است، در تمام مراحل این حرفه، از یک خبرنگار شیفت شب تا سردبیر در روزنامه‌های مختلف، خدمت کرده‌است.

## زندگی‌نامه
وی در سال ۱۹۵۰ در آنکارا به دنیا آمد، پدر وی چتین آلتان روزنامه‌نگار و نویسنده مشهور ترکیه بود. برادرش محمت آلتان همچنین روزنامه‌نگار، نویسنده و استاد دانشگاه سیاست اقتصاد است.

## حرفه
آلتان علاوه برداشتن ستون‌های نوشتاری در چندین روزنامه ترکیه، از جمله Hürriyet، Milliyet و Radikal، برنامه‌های خبری را برای تلویزیون تولید کرده‌است.
وی پس از نوشتن ستونی در ۱۷ آوریل ۱۹۹۵ با عنوان "Atakürt" از تاریخ Milliyet اخراج شد، که تاریخ متناوب ترکیه را به عنوان یک کشور کرد ("Kürdiye") ارائه می‌داد که در آن ترک‌های قومی تحت ستم و مجبور به جذب می‌شوند.
در سال ۲۰۰۷ وی به عنوان سردبیر بنیانگذار و ستون نویس اصلی طرف، یک روزنامه ترکیه، شناخته شد و تا زمان استعفایش در دسامبر ۲۰۱۲، در این مقام ماند.
در سپتامبر سال ۲۰۰۸ هنگامی که آلتان مقاله ای با عنوان "اوه، برادر من" را به قربانیان قتل‌عام ارمنستان منتشر کرد، به موجب ماده ۳۰۱ قانون مجازات ترکیه به اتهام "نفی ترکی " متهم شد. ادعای قضایی توسط راستگرای راست " حزب اتحادیه بزرگ " آغاز شد.
آلتان به همراه برخی از همکاران طرف خود، معمولاً اسلحه گرم برای محافظت از خود حمل می‌کردند.
به عنوان سردبیر طرف، آلتان متهم شد که برای سکوت ادعاهای جنبش گولن تقلب در امتحانات اجباری کارمندان دولتی در ترکیه تلاش کرده‌است تا قدرت خود را در این کشور بیشتر کند.
در ۱۴ دسامبر سال ۲۰۱۲، احمد آلتان پست خود به عنوان سردبیر ارشد طرف استعفا داد.

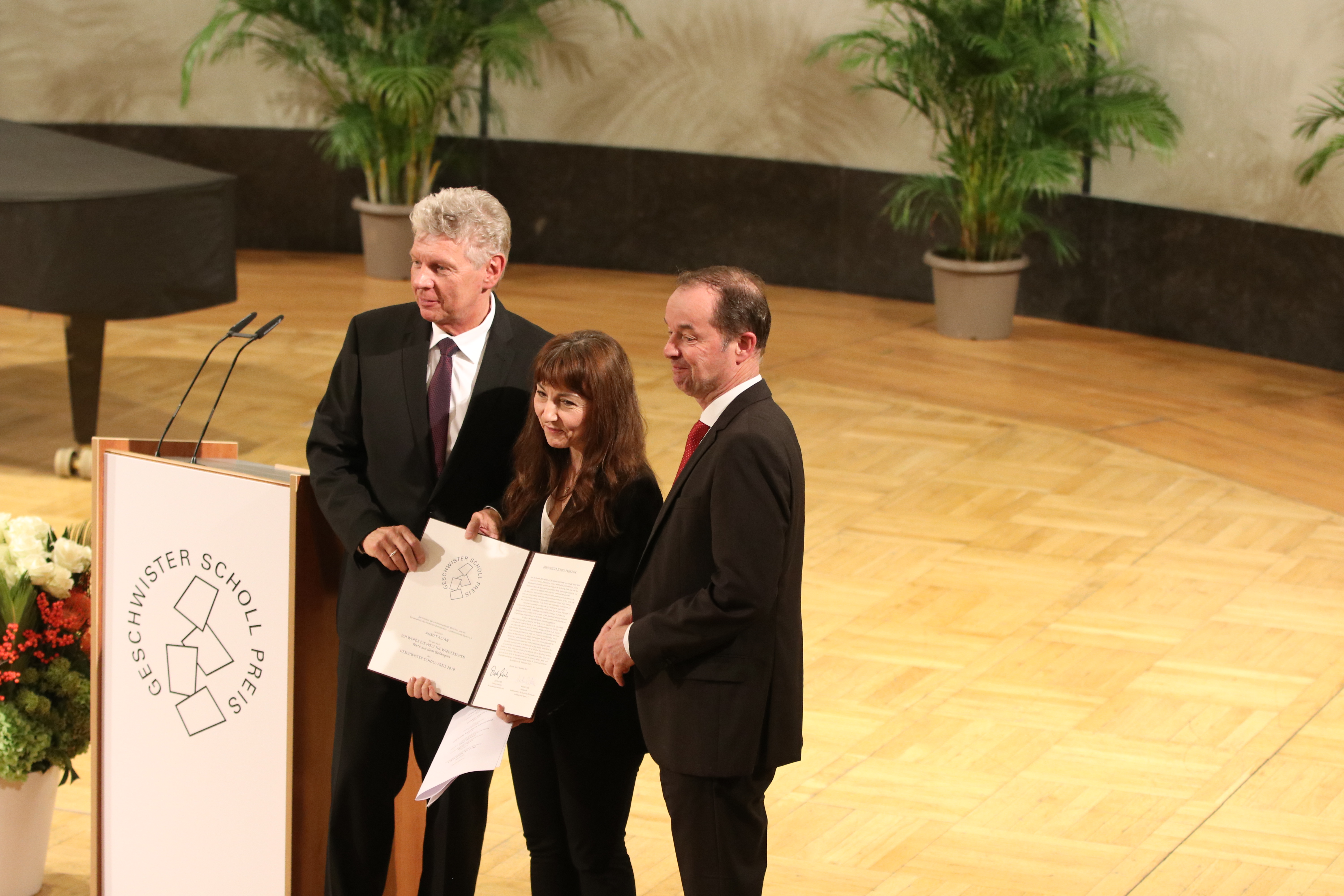
یاسمین چونقار جایزه Geschwister Scholl را برای احمد آلتان می‌پذیرد.

در جریان پاکسازی رسانه‌های ترکیه پس از کودتای نافرجام ژوئیه ۲۰۱۶ در ۲۳ سپتامبر ۲۰۱۶، آلتان، دستگیر شد. وی متهم به ارسال «پیامهای زیر شبه» برای تشویق برنامه ریزان تلاش برای کودتای ترکیه در سال ۲۰۱۶ است.
در سپتامبر سال ۲۰۱۷، ضمن ممنوعیت برقراری ارتباط مکتوب، آلتان مقاله ای به نام پارادوکس تولید کرد که در آن می‌گوید: "من این کلمات را از سلول زندان می‌نویسم. . . اما صبر کنید قبل از شروع بازی درام‌های رحمت برای من به آنچه به تو می‌گویم گوش کن. . . آنها ممکن است این قدرت را داشته باشند که مرا زندانی کنند اما هیچ‌کس قدرت نگه داشتن من در زندان را ندارد. من یک نویسنده هستم.' این مقاله در تاریخ ۱۸ سپتامبر ۲۰۱۷، در آستانه محاکمه آلتان منتشر شد: به زبان انگلیسی توسط انجمن نویسندگان (ترجمه شده توسط یاسمین چونقار) و به زبان ترکی اصلی توسط انگلیسی PEN.
با شروع دادگاه، بسیاری از نویسندگان در حمایت از آلتان صحبت کردند. نیل گیمن گفت: "امیدوارم هرکسی که بتواند مطالعه کند، هر سیاست خود را نیز انجام دهد، پاسخ احمد آلتان در مورد حبس خود را بخواند. رژیمهای سرکوبگر امیدوارند که اگر نویسندگان را قفل کنند، آنها نیز ایده‌های خود را قفل می‌کنند. این همیشه شکست خواهد خورد. " جوآن هریس گفت: "نویسندگان برای سؤال، چالش، و حتی گاهی تمسخر - وضع موجود وجود دارند. برای حکومت که یک نویسنده برای این کار زندانی کند، حمله به نه تنها آزادی بیان، بلکه آزادی تخیل است. این یک حرکت عقب مانده، سرکوبگر و در نهایت بیهوده است که تنها می‌تواند به ناآرامی‌های اجتماعی بزرگتر و آسیب رسانتر منجر شود. "
در ۱۶ فوریه ۲۰۱۸، احمد به همراه برادرش مفتح آلتان به حبس ابد محکوم شدند. از زندان، یادداشتهایی را که به وکلای خود داده بود، نوشت و خاطرات خود را با عنوان «من دیگر هرگز جهان را نخواهم دید» منتشر کرد توسط یاسمین چونقار به انگلیسی ترجمه شد. این کتاب برای لیست غیرداستانی سال ۲۰۱۹ جایزه بیلی گیفورد را لیست کرده بود.
در ۴ نوامبر ۲۰۱۹ آلتان توسط دادگاه مجازات به ۱۰ سال و ۶ ماه حبس محکوم شد، اما پس از آن دادگاه دستور آزادی وی را به حالت مشروط صادر کرد. در ۱۲ نوامبر ۲۰۱۹، پلیس پس از حکم بازگشت به آزادی وی، وی را دوباره بازداشت کرد.
در ۲۵ نوامبر ۲۰۱۹، به آلتان جایزه Geschwister Scholl، یک جایزه ادبی از شاخه باواریایی انجمن انجمن ناشران و فروشندگان آلمان اهدا شد.

## جوایز
- ۱۹۸۳، جوایز ادبیات کتابفروشی آکادمی، جایزه اول در بخش «رمان»[۲۰]
- ۱۹۹۸، جایزه ادبیات یونس نادی در بخش «رمان»
- ۲۰۱۱، جایزه بین‌المللی هارانت دینک
- ۲۰۱۳، انجمن ناشران ترکیه، جایزه آزادی اندیشه و بیان
- ۲۰۱۷، انجمن حقوق بشر استانبول Ayşe Nur Zarakolu جایزه آزادی فکر و بیان
- ۲۰۱۹، Geschwister Scholl Preis[۲۱]

## کتابشناسی

### خاطرات
- من هرگز جهان را دوباره نخواهم دید، (Other Press، ۲۰۱۹)، ترجمه شده توسط یاسمین چونقار[۲۲]

### رمان‌ها
- Kılıç Yarası Gibi (مانند زخم شمشیر)
- Dört Mevsim Sonbahar (چهار فصل پاییز)
- Yalnızlığın elzel Tarihi (تاریخ خصوصی تنهایی)
- سوداکی اوز (اثری از آب)
- آلداتمک (تقلب)
- İsyan Günlerinde Aşk (عشق در روزهای شورش)
- En Uzun Gece (طولانی‌ترین شب)
- تلیلیلی ماسالار (قصه‌های خطرناک)
- Son Oyun (Endgame)، توسط الکساندر داو، ۲۰۱۶ به انگلیسی ترجمه شده‌است

### مجموعه مقالات
- Gece Yarısı Şarkıları (آهنگ‌های نیمه شب)
- İçimizde Bir Yer (جایی در داخل ما)
- Karanlıkta Sabah Kuşları (پرندگان صبح در تاریکی)
- کریستال دنیزالتی (زیردریایی کریستال)
- Ve Kırar Göğsüne Bastırırken (و او در حالی که زیر سینه ایستاده‌است می‌شکند)